# Przechlewo
Przechlewo (Prechlau fino al 1945) è un comune rurale polacco del distretto di Człuchów, nel voivodato della Pomerania.
Ricopre una superficie di 243,88 km² e nel 2004 contava 6 187 abitanti.